# Lifeboat Foundation
Lifeboat Foundation — некоммерческая организация в Рино, штат Невада, занимающаяся предотвращением рисков глобальных катастроф. Журналист по технологиям Эшли Вэнс описывает Lifeboat как «некоммерческую организацию, которая стремится защитить людей от серьёзных катастрофических событий, связанных с технологиями». В состав Консультативного совета фонда Lifeboat Foundation входят лауреат Нобелевской премии по литературе 1986 года Воле Шойинка, лауреат Нобелевской премии по медицине 1993 года Ричард Дж. Робертс, лауреат Нобелевской премии по экономическим наукам 2002 года Даниэль Канеман и лауреат Нобелевской премии по экономическим наукам 2007 года Эрик Маскин.

## Организация
Lifeboat была основана предпринимателем службы онлайн-знакомств Эриком Клиеном, который продолжает управлять Lifeboat в качестве президента и председателя совета директоров. Фонд управляется из дома Клиена в Миндене, штат Невада, пригороде Рино. Организация собрала более 500 000 долларов в виде пожертвований от частных лиц и программ корпоративных фондов, большая часть которых пошла на «поддержку конференций и публикацию статей». Писатель и член консультативного совета Соня Аррисон описывает группу как «в основном веб-сайт, который собирает деньги для различных целей».
В 2007 году Lifeboat Foundation поглотил организацию под названием «Альянс за спасение цивилизации», целью которой было установить устойчивый к стихийным бедствиям документ о человеческой цивилизации на Луне.
Lifeboat пыталась собрать больше денег, принимая пожертвования в биткойнах, криптовалюте. По данным Fast Company, Lifeboat собрала 72 000 долларов в виде пожертвований и обещаний в биткойнах и стремилась использовать биткойн для защиты от таких событий, как кипрский финансовый кризис 2012–2013 годов.
В совет директоров входят Эрик Клиен, Карл Мартинес, Филипп ван Недервельде, Крис К. Хейли, Серхио Тарреро.

## Деятельность
По данным Fast Company, Lifeboat выполняет ряд «программ» для защиты Земли от таких угроз, как столкновение с астероидом, серая слизь от молекулярных нанотехнологий и враждебный искусственный интеллекты. Lifeboat ведёт список из «дюжин и дюжин» катастрофических угроз, включая возможное выгорание Солнца, разделённый на четыре основные категории — «бедствие», «крах», «господство» и «предательство». Журналист Эшли Вэнс отмечает, что «неясно, насколько далеко продвинулся любой из этих проектов».
Фонд Lifeboat Foundation также издаёт книги, такие как Visions of the Future, антологию футуристических и научно-фантастических произведений, рецензируемых в Financial Times.